# Georg Albert Hübener
Georg Albert Hübener (9. April 1865 in Hamburg – 21. März 1925 in Lübeck) war ein deutscher Theaterschauspieler und Theaterintendant.

## Leben
Hübener widmete sich zuerst dem Kaufmannstand und war vier Jahre im Bankhaus Mendelssohn-Bartholdy in Hamburg tätig. Doch länger duldete es ihm nicht in diesem Berufe, er nahm dramatischen Unterricht bei August Niemann und betrat am 1. Oktober 1887 am Stadttheater Lübeck die Bühne. Er war hierauf in Zwickau, Bremerhaven, Kissingen und betätigte sich sowohl in Bonvivant wie Charakterrollen. Am 1. September 1895 trat Hübener in den Verband des königlichen Schauspielhauses in Berlin. Danach ist er Leiter eines reisenden Gastensembles. Ab 1916 leitet er als Direktor das Hansa-Theaters in Lübeck, an dem er 1918 auch Eigentum erwirbt.
Verheiratet war er ab 12. Juli 1900 mit Anna Henriette Ruyter (1872–1952). Er starb 1925 in Lübeck und wurde in Hamburg-Ohlsdorf beigesetzt.
Sein Testament wird im Stadtarchiv Lübeck aufbewahrt.